# ميج-29 كيه
ميج-29 كيه (بالإنجليزية:Mikoyan MiG-29K) هي طائرة روسية مقاتلة متعددة المهام صنعت لتكون قادرة على الطيران في الظروف الجوية الصعبة ( كالظلام أو أنعدام مستوى الرؤية). تم تطوير هذه الطائرة من قبل مكتب ميكويان للتصميم في أواخر عام 1980 أعتمادا على طائرة ميج-29 إم. تعتبر طائرة ميج-29 كيه هي الجيل الرابع لهذا النوع من الطائرات.
تتميز هذه الطائرة برادار متعدد الوظائف وبتصميم جديد لقمرة القيادة وبنظام تحكم يدوي متطور يطلق عليه اسم HOTAS. وتم تزويدها بصواريخ ار-77 جو-جو بالإضافة إلى صواريخ مضادة للسفن والرادارات والعديد من الأسلحة الأخرى القادرة على إصابة الأهداف الأرضية بدقة بالغة. 
لم يصنع من هذه الطائرة كميات تجارية، فقد صنع من هذا الطراز طائرتين فقط ذلك لأن البحرية الروسية في أوائل التسعينات كانت تفضل أستخدام طائرة سوخوي سو-33. ومع ذلك لم يوقف مكتب ميكويان للتصميم عمله على طائرة ميج-29 كيه بالرغم من نقص تمويل المشروع منذ عام 1992.
عاد برنامج تصميم وصناعة طائرة ميج-29 كيه للإزدهار مجددا عندما حصل على دفعة في أواخر التسعينات لتلبية المتطلبات الهندية في الحصول على طائرة مقاتلة محمولة على متن سفينة وذلك بعد أن قامت الهند بشراء حاملة طائرات سوفيتية سابقة ، ودخلت طائرة ميج-29 كيه الخدمة لأول مرة من قبل سلاح البحرية الهندي في عام 2009. وفي وقت لاحق طلبت البحرية الروسية ( مع اقتراب أنتهاء فترة خدمة طائرة سوخوي سو-33 بحلول عام 2010) الحصول على طائرة ميج-29 كيه كبديل.

## تصميم الطائرة
تم تعديل وتصميم طائرة ميج-29 كيه بالإعتماد بشكل كبير على طائرة ميكويان ميج-29 إم للعمليات البحرية. حيث تم تعزيز هيكل الطائرة والهيكل السفلي لكي تتحمل الضغط الذي تتعرض له الطائرة عند الهبوط. وتم تزويدها بأجنحة قابلة للطي وتوسيع الهيكل السفلي وزيادة عرضه، كما يمكن لطائرة ميج-29 كيه على عكس النسخ الأولية من طائرات ميج-29 كيه القيام بالتزود بالوقود في الجو من طائرة أخرى أو تزويد الطائرات الأخرى بالوقود أثناء التحليق.

## المواصفات

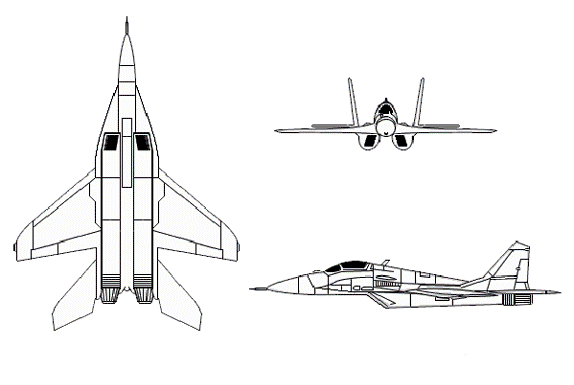
صورة بالأبعاد الثلاثية للطائرة

### الخصائص العامة
- عدد أفراد الطاقم : 1 أو 2.
- الطول : 17,3 متر (56 قدم و 9 إنش)
- العرض (من الجناح للجناح) : 11,99 متر (39 قدم و 4 إنش) .
- الارتفاع : 4,4 متر (14 قدم و 5 إنش).
- مساحة الجناح : 43 متر مربع (460 قدم مربع)
- الوزن (فارغة) : 11,000 كغم (24,251 باوند).
- الوزن ( محملة) : 18,950 كغم (41,778 باوند).
- أقصى حمولة : 24,500 كغم (54,013 باوند).
- المحرك : محركان من نوع Klimov RD-33MK بعزم دوران يبلغ 88,3 كيلو نيوتن.

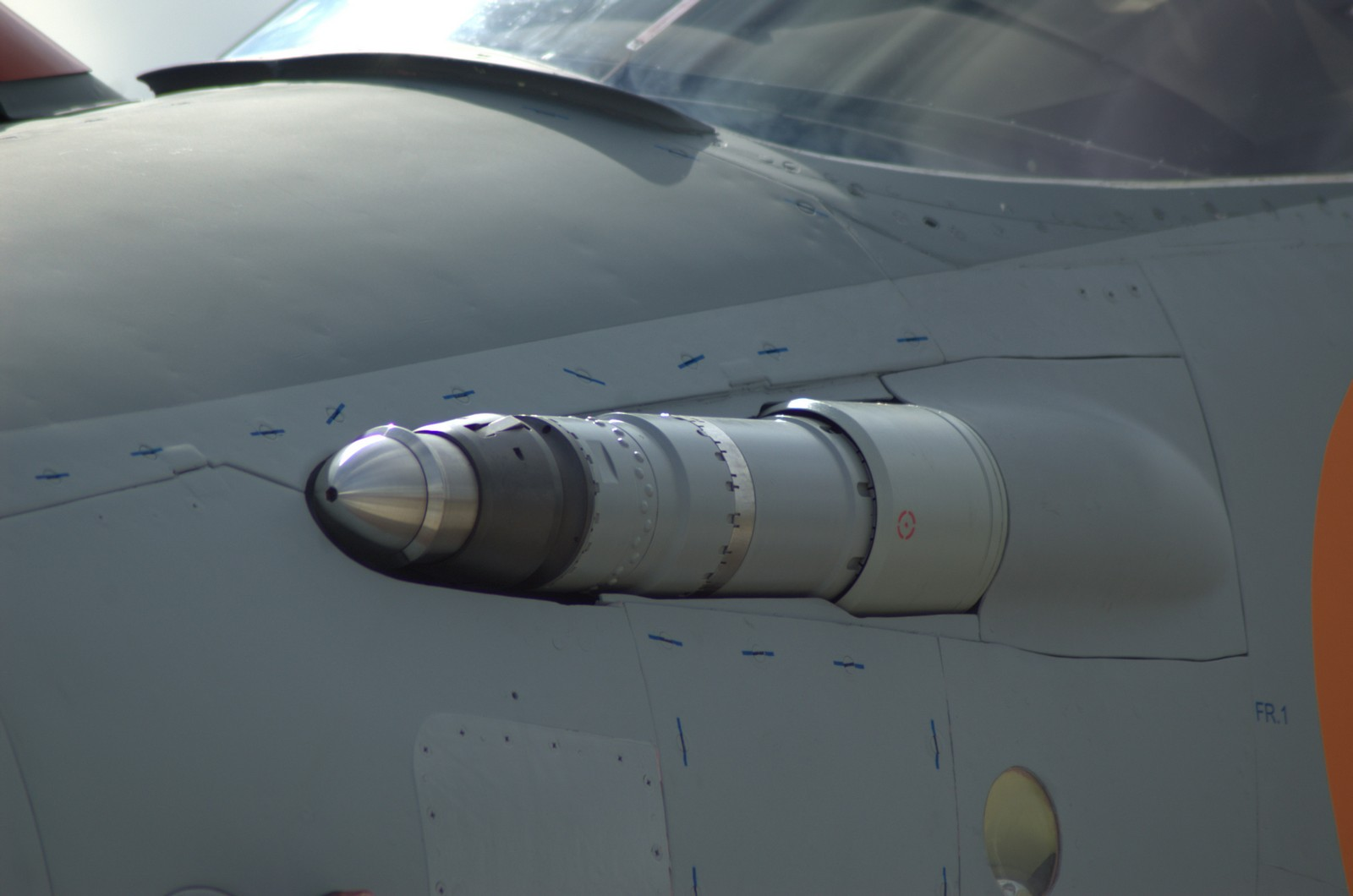
أنبوب أعادة التزود بالوقود

### الأداء
- السرعة القصوى : 2,200 كم / ساعة على إرتفاعات عالية و 1,400 كم /ساعة في الإرتفاعات المنخفضة.
- سرعة التحليق : 1,500 كم / ساعة (930 ميل / ساعة).
- مدى الطيران : 1500 كم (930 ميل) على إرتفاعات عالية و 700 كم / ساعة في الإرتفاعات المنخفضة.
- سرعة الصعود : 330 متر / ثانية.

## حوادث الطائرة
- 23 يونيو 2011 : تحطمت طائرة ميج-29 كيه يوبي ( وهي نسخة أخرى من هذه الطائرة) في روسيا قبل شحنها إلى الهند. وقد أدى الحادث إلى مقتل طياريها الأثنين. [8][9]
- 13 نوفيمبر 2016 : تحطمت طائرة ميج-29 كيه يوبي آر في البحر الأبيض المتوسط عندما كانت في طريق عودتها للهبوط على سطح حاملة الطائرات "Admiral Kuznetsov" بعد أن أنهت مهمة قتال في سوريا. وتم إنقاذ الطيار. [10]
- 3 يناير 2018: تخطت طائرة ميج-29 كيه وتجاوزت المدرج أثناء إقلاعها من قاعدة INS Hansa الجوية في الهند. أدى هذا الحادث إلى اشتعال النيران في الطائرة ونجى الطيار من الحادث.[11]
- 16 نوفيمبر 2019 : تحطمت طائرة ميج-29 كيه يوبي والتي كان يقودها طيار هندي متدرب بالقرب من قاعدة INS Hansa الجوية في الهند. أرتطمت الطائرة بسرب من الطيور أثناء تحليقها مما أدى إلى اشتعال النيران في المحرك الأيمن وتوقف المحرك الأيسر عن العمل. نجا كل من الطيار المتدرب ومدربه من الحادث.[12]
- 23 فبراير 2020 : تحطمت طائرة ميج-29 كيه بالقرب من قاعدة INS Hansa الجوية في الهند. حيث ظهرت مشاكل تقنية في الطائرة بعد اقلاعها وقام الطيار بقذف نفسه منها. يعتبر هذا الحادث هو الثالث لهذه الطائرة بالقرب من قاعدة INS Hansa. [13]